# Xã Quemahoning, Quận Somerset, Pennsylvania
Xã Quemahoning (tiếng Anh: Quemahoning Township) là một xã thuộc quận Somerset, tiểu bang Pennsylvania, Hoa Kỳ. Năm 2010, dân số của xã này là 2.025 người.